# Alistair MacLeans Farligt möte
Alistair MacLeans Farligt möte (Alistair MacLean's Rendezvous) är en thriller av Alastair MacNeill från 1995, baserad på en idé av Alistair MacLean. Boken handlar om en grupp allierade kommandosoldater på uppdrag i Sicilien i Italien under andra världskriget, som misstänker att de har en förrädare bland sig.